# 烏尾山

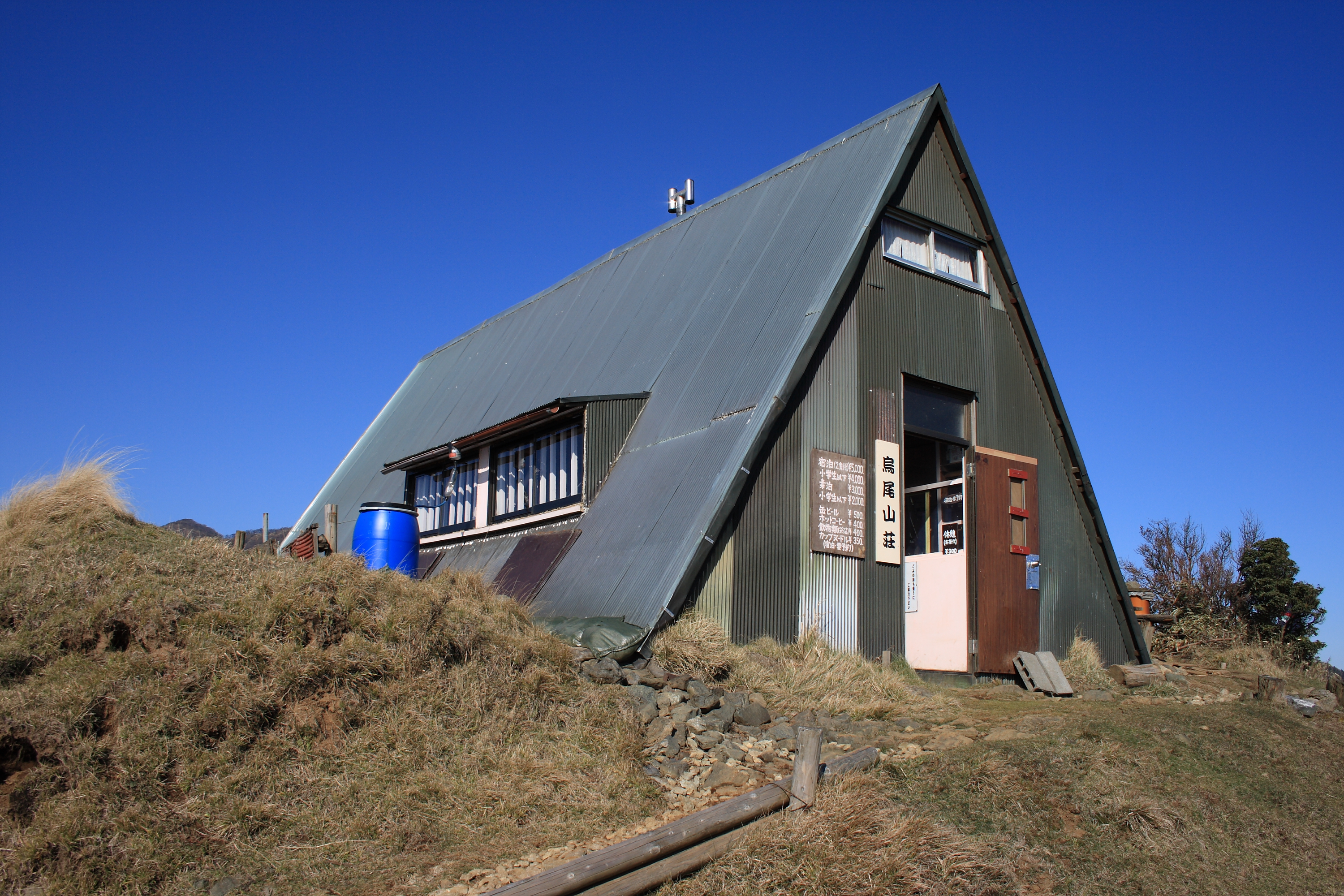
烏尾山荘

烏尾山（からすおやま）は、丹沢表尾根にある標高1,136mの山である。行者岳と三ノ塔の中間、三ノ塔からやや下った所に位置する。神奈川県秦野市内にあり、丹沢大山国定公園に指定されている。別名カヤヒゴ山やカラヒゴ山と呼ばれることもある。烏という字と鳥という字の互換性から、しばしば(とりおやま)と読んでいる登山客がいるが誤りである。

## 周辺の山
表尾根 北西
- 行者岳（1,209m）
- 新大日（1,340m）

表尾根 南東
- 三ノ塔（1,205m）
- 二ノ塔（1,144m）

## 登山施設
- 山小屋

烏尾山荘（土日営業）
- 公衆トイレ

あり（50円）
- 水場

なし